# O Problema dos 3 Corpos (série de televisão)
O Problema dos 3 Corpos (em inglês: 3 Body Problem) é uma série de televisão via streaming de ficção científica estadunidense, criada por David Benioff, D. B. Weiss e Alexander Woo. É baseada na trilogia Lembranças do Passado da Terra (O Problema dos Três Corpos, A Floresta Sombria e O Fim da Morte) de Liu Cixin e estreou no catálogo da Netflix em 21 de março de 2024. Esta é a segunda produção em live-action do romance de Liu Cixin, depois da série de televisão chinesa de 2023. Em meados de maio de 2024, a série foi renovada para uma segunda temporada e uma terceira e última temporada foi confirmada no final de maio.

## Sinopse
Ye Wenjie é uma astrofísica que viu seu pai ser brutalmente assassinado durante a Revolução Cultural Chinesa. Após o assassinato de seu pai, ela foi posteriormente recrutada por causa de sua formação científica e enviada para uma base de radar secreta em uma região remota da China. Sua decisão fatídica na década de 1960 ecoa no espaço e no tempo para um grupo de cientistas nos dias atuais, forçando-os a enfrentar a maior ameaça da humanidade.

## Elenco e personagens

### Principal
- Jovan Adepo como Dr. Saul Durand (baseado no personagem de Luo Ji)[4]
- John Bradley como Jack Rooney (baseado no personagem Hu Wen)[4]
- Rosalind Chao como Dra. Ye Wenjie mais velha[4]
  - Zine Tseng como a jovem Ye Wenjie[4]
- Liam Cunningham como Thomas Wade[4]
- Eiza González como Dra. Augustina "Auggie" Salazar (baseada nos personagens de Cheng Xin e Wang Miao)[4]
- Jess Hong como Dra. Jin Cheng (baseada nos personagens de Wang Miao, AA e Cheng Xin)[4]
- Marlo Kelly como Tatiana Haas (baseada nos personagens de Shen Yufei e AA)[4]
- Alex Sharp como Dr. Will Downing (baseado no personagem de Yun Tianming)[4]
- Sea Shimooka como Sophon[4]
- Saamer Usmani como Prithviraj "Raj" Varma (baseado no personagem de Zhang Beihai)[4]
- Benedict Wong como Clarence Shi (baseado no personagem "Da" Shi Qiang)[5][4]
- Jonathan Pryce como Mike Evans[4]

### Recorrente
- Vedette Lim como Vera Ye[4]
- Eve Ridley como seguidora[4]
- Ben Schnetzer como o jovem Mike Evans[4]
- John Dagleish como Felix
- Gerard Monaco como Collins
- Adrian Edmondson como Denys Porlock
- CCH Pounder como Secretária Geral das Nações Unidas Lillian Joseph
- Lan Xiya como Tang Hongjing (Guarda Vermelha)
- Josh Brener como Sebastian Kent

### Convidado
- Mark Gatiss como Isaac Newton
- Reece Shearsmith como Alan Turing
- Conleth Hill como Papa Gregório XIII
- Phil Wang como Aristóteles
- Naoko Mori como Marie Curie
- Kevin Eldon como Sir Thomas More
- Jason Forbes como Omar Khayyam
- Jim Howick como Harry
- Nitin Ganatra como Ranjit Varma
- Dustin Demri-Burns como Ted
- Tom Wu como Conde do Oeste
- Guy Burnet como Rufus
- Jake Tapper como ele mesmo
- Bobak Ferdowsi como Diretor de Missão[6]
- Stacy Abalogun como Thelma[7]

## Episódios
| N.º na temp. | Título                                                  | Dirigido por   | Escrito por                                | Lançamento          |
| --- | ------------------------------------------------------- | -------------- | ------------------------------------------ | ------------------- |
| 1 | "Countdown" "Contagem Regressiva"                       | Derek Tsang    | David Benioff, D. B. Weiss & Alexander Woo | 21 de março de 2024 |
| Na China dos anos 1960, durante a Revolução Cultural, Ye Wenjie testemunha a morte de seu pai em uma sessão de luta. Em um campo de trabalho, ela recebe um exemplar de Silent Spring, apenas para ser descoberta. Ela é transferida para uma estação remota com uma grande antena de radiotelescópio, onde ela descobre o propósito da estação como um centro de transmissão fora do mundo. No atual Reino Unido, a física de Oxford Vera Ye (filha de Ye Wenjie) morre por suicídio. Um grupo de ex-alunos de física de Vera – Auggie Salazar, Jack Rooney, Jin Cheung, Saul Durand e Will Downing – discute como experimentos recentes deixaram de fazer sentido. Clarence "Da" Shi, um investigador britânico que trabalha para a Agência de Inteligência Estratégica, investiga vários suicídios de cientistas. Ele descobre que vários deles possuíam um headset avançado para jogos de realidade virtual. Ye Wenjie oferece o headset de RV de Vera para a física Jin. Auggie, uma cientista de materiais, começa a ver uma contagem regressiva diante de seus olhos. Uma mulher desconhecida (mais tarde revelada como Tatiana) informa a Auggie que ela deve abandonar sua pesquisa de nanofibras para interromper a contagem regressiva. Para validar o ultimato, ela diz a Auggie para observar o céu amanhã à meia-noite. Auggie e Saul, junto com o resto do mundo, testemunham o céu noturno exibindo um padrão correspondente ao seu cronômetro de contagem regressiva, violando todas as leis conhecidas da física. |                                                         |                |                                            |                     |
| 2 | "Red Coast" "Costa Vermelha"                            | Derek Tsang    | Rose Cartwright                            | 21 de março de 2024 |
| Na China dos anos 1970, Ye Wenjie continua trabalhando no local do SETI e percebe que o sol pode amplificar os sinais de rádio. No entanto, a proposta foi rejeitada devido ao simbolismo de Mao Zedong ser o “Sol Vermelho” da China. Ye Wenjie implementa secretamente o plano de qualquer maneira, transmitindo uma mensagem para o universo. Ela conhece Mike Evans, um ambientalista radical, e mais tarde confronta a assassina de seu pai, que não se arrepende. Ye Wenjie recebe uma resposta de um pacifista em uma civilização alienígena hostil, avisando-a para não contatá-los novamente, pois isso provocaria uma invasão. Desiludida, ela responde mesmo assim, alegando que a humanidade não pode se salvar e que ela ajudará os alienígenas invasores. Nos dias atuais, a contagem regressiva de Auggie continua. Após uma demonstração bem-sucedida de sua tecnologia de nanofibras, ela ordena freneticamente o cancelamento do projeto, após isso, sua contagem regressiva é interrompida. Usando o headset de RV, Jin avança no videogame "3 Body". Ela mostra o headset para Jack, apenas para a interface rejeitá-lo rapidamente. Mais tarde, um headset semelhante é entregue na casa dele com um convite para jogar. Will confidencia a Jack que está morrendo de câncer no pâncreas. |                                                         |                |                                            |                     |
| 3 | "Destroyer of Worlds" "Destruidor de Mundos"            | Andrew Stanton | Alexander Woo                              | 21 de março de 2024 |
| Auggie descobre o headset para jogos de Jack e o experimenta, apenas para ser ejetado violentamente. Atormentada, ela exige que Jin e Jack parem de jogar, mas eles continuam. Quando Auggie liga seu projeto de nanofibra, a contagem regressiva retorna e ela novamente encerra o projeto às pressas. Dentro do jogo, Jin e Jack colaboram e completam os níveis 2 e 3. É revelado que o headset é na verdade uma ferramenta de recrutamento usada por Mike Evans, que agora é um rico magnata do petróleo e tem se comunicado regularmente com os alienígenas. O nível 4 ocorre no mundo real; Jack e Jin conhecem Tatiana, que não aparece em nenhuma câmera de vigilância. No jogo, eles mostram a evolução da civilização alienígena em um sistema estelar contendo um problema de três corpos a quatro anos-luz de distância e sua subsequente partida para a Terra. Jack rejeita esta narrativa e pede para sair. Ele tem permissão, mas depois é assassinado em sua casa por Tatiana. Nem Clarence, que está vigiando a casa de Jack, nem qualquer uma das 18 câmeras de segurança internas conseguem ver a presença de Tatiana. |                                                         |                |                                            |                     |
| 4 | "Our Lord" "Nosso Senhor"                               | Minkie Spiro   | Madhuri Shekar                             | 21 de março de 2024 |
| Em 1985, em algum lugar do Atlântico Norte, Evans leva Ye Wenjie para seu navio, Judgment Day, uma embarcação a partir da qual eles podem usar tecnologia avançada de satélite para se comunicar com os alienígenas, chamados San-Ti (Trisolarianos). Em 2024, após o assassinato de Jack, Thomas Wade (superior de Clarence) e Clarence recrutam a ajuda de Jin para se infiltrar na organização secreta de Evans para coletar informações. Sob a orientação de Wade e Clarence, Jin participa de uma reunião secreta no campo, onde Ye Wenjie se revela sua líder e que o objetivo do movimento Terra-Trissolaris é ajudar os San-Ti a chegar e assumir o controle da Terra. As forças de segurança britânicas invadem a reunião. Depois de perceber que Jin é uma espiã, Tatiana tenta assassiná-la, provocando um tiroteio. Tatiana escapa, mas Ye Wenjie e a maioria dos cultistas são capturados. Enquanto isso, Evans conta a história de Chapeuzinho Vermelho e do Lobo Mau para um contato San-Ti. Porém, os San-Ti lutam para compreender o conceito de ficção. O contato interpreta a história de maneira assustadora como um testemunho do engano humano e afirma que eles não podem coexistir com a humanidade. |                                                         |                |                                            |                     |
| 5 | "Judgment Day" "Juízo Final"                            | Minkie Spiro   | David Benioff & D. B. Weiss                | 21 de março de 2024 |
| Clarence interroga Ye Wenjie, que afirma que os San-Ti permitiram que ela fosse capturada porque ela não é mais útil para eles. O navio de Evans, Judgment Day, está programado para passar pelo Canal do Panamá. Wade convoca Auggie e uma equipe da Marinha Real – liderada por Raj, namorado de Jin – para obter os dados a bordo. As nanofibras de Auggie são usadas em uma emboscada para cortar horizontalmente o navio, matando todos a bordo, incluindo Evans. A equipe de Wade localiza o disco de dados e tenta descriptografá-lo, o que os San-Ti permitem. Wade entrega a Ye Wenjie a gravação da confusão dos San-Ti sobre a capacidade da humanidade de mentir. Jin e Wade abrem um arquivo no disco de dados usando os headset RV. Eles descobrem que os San-Ti estão usando supercomputadores de prótons de alta dimensão, chamados Sófons, para causar os efeitos anômalos observados em aceleradores de partículas. A mensageira dos San-Ti detalha como os San-Ti pretendem prejudicar o avanço científico da Terra, evitando que os humanos os superem tecnologicamente no momento de sua chegada. Pouco depois, todos os dispositivos eletrônicos ao redor do mundo exibem a mensagem “Você É Um Inseto”. Um Sófon envolve o mundo, formando um olho gigante em seu corpo, revelando ao mundo a existência e o poder do San-Ti. |                                                         |                |                                            |                     |
| 6 | "The Stars Our Destination" "Estrelas, o Nosso Destino" | Minkie Spiro   | Alexander Woo                              | 21 de março de 2024 |
| O incidente "Olho no Céu" causa pânico mundial. Wade e (Conselho de Defesa Planetária (PDC, em inglês) reúnem um grupo de especialistas para discutir como interceptar a frota San-Ti. Está estabelecido que se uma sonda atingisse pelo menos 1% da velocidade da luz, ela interceptaria as naves que se aproximavam em 398 anos, dando à Terra dois anos de conhecimento antecipado. Jin propõe o Projeto Escadaria, usando mil bombas nucleares como fontes de propulsão para uma sonda com velas de radiação. Com base no desempenho de Raj no Panamá, ele recebe permissão para ingressar no PDC. Auggie, com repulsa pelo uso mortal de suas nanofibras contra o navio de Evans, fica deprimida e relutante em ajudar ainda mais o PDC. Clarence pergunta a Ye Wenjie por que Vera Ye cometeu suicídio, ao que ela responde que Vera descobriu as relações de sua mãe com os San-Ti através da correspondência de Ye Wenjie com Evans. Clarence liberta Ye Wenjie e designa um oficial para rastrear seu paradeiro. Devido à sua doença e medicação, Will tem alucinações e reflete sobre seu amor não correspondido por Jin. Como resultado, ele visita a The Stars our Destination Foundation para comprar a estrela DX3906 para ela. |                                                         |                |                                            |                     |
| 7 | "Only Advance" "Apenas Avance"                          | Jeremy Podeswa | David Benioff & D. B. Weiss                | 21 de março de 2024 |
| O certificado de propriedade da estrela DX3906 é enviado anonimamente para Jin. Wade demonstra tecnologia criogênica aos membros do PDC, revivendo uma chimpanzé que estava em sono criogênico. Ele planeja entrar no sono criogênico para estar presente quando os San-Ti chegarem em 400 anos, afirmando que a humanidade pode "só avançar". Devido à insuficiência de bombas nucleares para uso como propulsão, a carga útil máxima da sonda interestelar será suficiente apenas para conter um cérebro humano. Auggie torna pública sua pesquisa sobre nanofibras e deixa o país. Dada a morte iminente de Will por câncer, Wade sugere que ele preencha a candidatura como o cérebro do Projeto Escadaria. Ye Wenjie se encontra com Saul e tenta transmitir seu conhecimento sobre sociologia cósmica na forma de uma piada que os San-Ti terão dificuldade de decifrar, dizendo "Não brinque com Deus". Will concorda com o Projeto Escadaria e faz a eutanásia com Saul ao seu lado. Jin, descobrindo que DX3906 foi um presente de Will, corre para o hospital apenas para descobrir que seu cérebro já foi extraído. Ye Wenjie voa de volta para a China e visita o local da antena da Costa Vermelha, onde encontra Tatiana, que a mata por ordem dos San-Ti. |                                                         |                |                                            |                     |
| 8 | "Wallfacer" "Barreira"                                  | Jeremy Podeswa | David Benioff & D. B. Weiss                | 21 de março de 2024 |
| Depois de uma noite, a amante de Saul é atropelada por um carro autônomo e morre na frente dele. A investigação de Clarence revela que foi uma tentativa de assassinato dos San-Ti, com Saul como a vítima pretendida. Saul é levado sob custódia protetora e levado para as Nações Unidas, onde o Projeto Barreira é anunciado. Saul é selecionado como um dos três Barreiras, cada um com a tarefa de desenvolver um plano para derrotar os San-Ti contidos inteiramente em suas próprias mentes, já que os San-Ti são incapazes de ler mentes. Saul tenta rejeitar sua posição e deixa a ONU, apenas para ser baleado por um atirador. Ele sobrevive graças às suas roupas à prova de balas e reconsidera por que os San-Ti o querem morto. Wade e Jin supervisionam o Projeto Escadaria, onde o cérebro criogenicamente congelado de Will é lançado ao espaço, na esperança de que os San-Ti intercepte e reconstrua seu corpo com ele. Logo após o início da sequência de detonação, a vela apresenta mau funcionamento e desvia a sonda do curso. A mensageira dos San-Ti provoca Wade por seu fracasso. Clarence leva Jin desanimada e Saul igualmente depressivo para ver um enxame de cigarras, insetos que sobreviveram apesar das tentativas de décadas de erradicação da humanidade, o que implica que a humanidade tem a mesma resiliência. |                                                         |                |                                            |                     |

## Produção
Foi anunciado em setembro de 2020 que David Benioff e D. B. Weiss estavam desenvolvendo uma adaptação televisiva do romance de Liu Cixin para a Netflix, com Alexander Woo co-escrevendo ao lado deles.  Embora uma segunda temporada ainda não tenha sido confirmada, eles disseram que planejam adaptar toda a trilogia, que provavelmente incluiria três ou mais temporadas.
Em 25 de dezembro de 2020, Lin Qi, fundador da Yoozoo Games e produtor executivo de 3 Body Problem, morreu após ingerir uma bebida envenenada, com outras quatro pessoas adoecendo. Um executivo da Yoozoo Games, Xu Yao, foi condenado à morte por assassinato em março de 2024, um dia após a estreia da série na Netflix. Lin comprou os direitos da franquia de livros e contratou Xu Yao, advogado, em 2017, para administrar os direitos dos romances de Liu;  os envenenamentos foram uma tentativa de Xu de assumir o controle da subsidiária que detinha os direitos da série.

### Elenco
Em agosto de 2021, Eiza González iniciou negociações para ingressar no elenco. No mesmo mês, Derek Tsang foi contratado para dirigir o episódio piloto. González seria confirmada como membro do elenco em outubro daquele ano, com Benedict Wong, Tsai Chin, John Bradley, Liam Cunningham e Jovan Adepo.  Em junho de 2022, Jonathan Pryce, Rosalind Chao, Ben Schnetzer e Eve Ridley foram adicionados ao elenco.

### Filmagens
A produção da série começou em 8 de novembro de 2021 e teve as filmagens realizadas no Reino Unido e na China. No evento Tudum de 2022 da Netflix, Alexander Woo, David Benioff e D.B.  Weiss anunciaram que a produção da primeira temporada foi concluída.

## Recepção

### Avaliação da crítica
O agregador de críticas Rotten Tomatoes relatou um índice de aprovação de 80% com uma classificação média de 6,8/10, com base em 104 críticas. O consenso dos críticos do site diz: "Abordando seu ambicioso material de origem com entusiasmo impressionante, a primeira temporada de 3 Body Problem prova um começo sólido que deve deixar os fãs de ficção científica ansiosos por mais." O Metacritic atribuiu uma pontuação de 70 em 100, com base em 40 críticos, indicando "avaliações geralmente favoráveis".
Cindy White do The A.V. Club deu à série um B+ e disse: "Pode ter a aparência de uma série de televisão de prestígio, mas por baixo é apenas um programa nerd de ficção científica, com uma ênfase saudável na ciência." Revendo a série para o USA Today, Kelly Lawler deu uma classificação de 3/4 e escreveu: "Benioff, Weiss e Woo pegaram uma trilogia de livros conhecida mais por seus experimentos mentais em filosofia e física teórica do que por seu enredo e fizeram uma sólida ficção científica que é (principalmente) acessível para fãs mais casuais do gênero." Eric Deggans da NPR comentou: "À medida que os personagens de 3 Body Problem buscam respostas, todos nós podemos nos deleitar com uma narrativa ambiciosa que alimenta uma história impressionante. Apenas lembre-se de ser paciente enquanto a série prepara o cenário desde o início." Wenlei Ma do The Nightly descreveu a série como "Ambiciosa, imponente e repleta de grandes ideias sobre curiosidade intelectual, exploração e nosso lugar no universo, ao mesmo tempo em que consegue contar histórias íntimas sobre relações humanas." Inkoo Kang do "New Yorker" fez uma crítica positiva, escrevendo "A adaptação para Netflix da trilogia de Liu Cixin mistura questões teóricas inebriantes com espetáculo e coração genuínos." Charles Pulliam-Moore do The Verge fez uma crítica mista, escrevendo que "embora 3 Body Problem de David Benioff, D. B. Weiss e Alexander Woo seja impressionante, realmente parece apenas uma introdução às ideias mais profundas de Cixin Liu." Ele opinou que as temporadas futuras poderiam explorar o mundo dos romances posteriores de Liu.

### Resposta pública na China
3 Body Problem recebeu uma resposta mista na China. Embora a Netflix seja proibida lá, os espectadores podem usar VPNs para contornar restrições geográficas ou visualizar versões piratas. De acordo com o The Guardian, a hashtag 3 Body Problem foi lida 2,3 bilhões de vezes e discutida 1,424 milhão de vezes na plataforma de mídia social chinesa Weibo. Os telespectadores criticaram a flexão racial e a troca de gênero de vários protagonistas, a apropriação cultural, bem como o "emburrecimento" de conceitos para atrair o público não chinês, e compararam isso desfavoravelmente com a adaptação para a televisão chinesa de 2023, que recebeu muitos elogios da crítica lá. Outros usuários do Weibo elogiaram a representação da Revolução Cultural pela série da Netflix, a fidelidade ao material de origem e o apelo mais amplo para um público global. O site chinês de resenhas de filmes Mtszimu elogiou a adaptação da Netflix como "não apenas uma nova interpretação da obra original de Liu Cixin, mas também uma importante contribuição para a literatura global de ficção científica". O China Military Online, um meio de comunicação estatal controlado pelo Exército de Libertação Popular, criticou a série porque mantinha antagonistas chineses ao mesmo tempo que eliminava o retrato da China moderna no livro.
Em resposta às críticas da mídia social sobre a flexão racial, o membro do elenco Benedict Wong disse que Liu deu sua bênção aos produtores para levar a história a uma história global. Wong também citou a presença de vários membros do elenco asiático, incluindo ele mesmo, Jess Hong, Rosalind Chao e Zine Tseng. Hong e Chao também disseram que a adaptação da Netflix preservou a representação do romance da Revolução Cultural e seu legado. Aja Romano, da Vox, sugeriu que a mídia exagerou na indignação nacionalista da mídia social chinesa contra o programa da Netflix. E encontrou o público chinês "elogiando o programa e criticando-o em partes iguais", e partilhou muitos comentários críticos semelhantes aos do público ocidental, sublinhando que as críticas ao programa são universais.

### Representação e interpretação
3 Body Problem contém uma representação realista da sessão de luta durante a Revolução Cultural Chinesa, que encontrou opiniões divididas na China e nos Estados Unidos. Numa entrevista, David Benioff disse ao The Hollywood Reporter que o programa "não é um comentário sobre a cultura do cancelamento", mas concordou que a ficção tem paralelos com a paisagem sociopolítica contemporânea. Derek Tsang, o diretor dos dois primeiros episódios, foi recrutado devido à sua origem chinesa para garantir a autenticidade do período da Revolução Cultural. Tsang explicou que o objetivo do episódio era convencer o público a ter empatia pela protagonista, Ye Wenjie, e compreender sua motivação e posição na história.
Joel Stein, do The Hollywood Reporter, observou que a cena da Revolução Cultural gerou interpretações divididas por parte dos críticos liberais e conservadores americanos, com o lado conservador se concentrando em sua advertência contra o "Wokismo" e a "agenda de extrema esquerda", enquanto os telespectadores liberais consideraram as cenas como um alerta à anticiência liderada pelos conservadores, ao ativismo antivacinas e à regressão dos direitos civis.